# Paul Fischer (Zoologe)
Paul-Henri Fischer (* 14. Februar 1898 in Paris; † 14. September 2003 in Sydney, New South Wales, Australien) war ein französischer Zoologe.

## Leben

### Familie und Ausbildung
Der gebürtige Pariser Paul Fischer entstammte einer Gelehrtenfamilie. Sein Großvater, der Arzt, Paläontologe, Zoologe sowie Malakologe Paul Henri Fischer (1835–1893), gründete 1850 die erste malakologische Fachzeitschrift, nämlich das Journal de Conchyliologie. Sein Vater Pierre Marie Henri Fischer (1865–1916), zu dessen Freundeskreis Louis Pasteur sowie Marie und Pierre Curie zählten, trat ebenfalls als Malakologe sowie Arzt hervor. Seine Mutter Louise (1871–1954), die Tochter des Archäologen und Prähistorikers Édouard Piette (1827–1906), übernahm nach dem Tod ihres Mannes die Leitung des Journal de Conchyliologie. Der in diesem Umfeld Aufgewachsene bekundete schon frühzeitig wissenschaftliches Interesse, im Besonderen für die Malakologie. Er begleitete seine Eltern auf zahlreichen Reisen, wobei er seine Reiseleidenschaft entdeckte. Nach der Reifeprüfung wandte er sich dem Studium der Naturwissenschaften an der Sorbonne zu, das er unterbrochen durch seine Teilnahme am Ersten Weltkrieg, 1922 mit dem akademischen Grad eines licencié es-sciences abschloss.
Paul Fischer heiratete im Jahre 1935 Marie-Helene geborene Droulers, mit der er die Tochter Danielle, die einige seiner Werke illustrierte, sowie den Sohn Jean-Louis, der malakologische Forschungen in der Antarktis betrieb, hatte. 1963 übersiedelte Fischer nach Australien, im Herbst 2003 verstarb er in seinem 106. Lebensjahr in einem Pflegeheim in Sydney.

### Beruflicher Werdegang
Paul Fischer erhielt nach seinem Studienabschluss eine Assistentenstelle am Zoologischen Institut der Faculté des Sciences der Sorbonne. 1944 wechselte er als Leiter der paläontologischen Experimentalforschungsabteilung an die École des mines de Paris. 1949 nahm er den Ruf auf die Honorarprofessur für Zoologie an der Université de Saigon an, 1952 kehrte er an die École des mines de Paris zurück, dort wurde er zum Konservator der Collections Paléontologiques (Paläontologischen Sammlungen) bestellt, 1963 erfolgte seine feierliche Verabschiedung in den Ruhestand. Im Anschluss war er für das Great Barreer Reef Committee sowie die Malacological Society of Australia, zu deren Ehrenmitglied er ernannt wurde, tätig.
Fischer, der Jacques Cousteau auf seinen ersten Tauchgängen vor der Küste der Bretagne begleitete, unternahm darüber hinaus Forschungsreisen nach Frankreich, Griechenland, Island, Norwegen (einschließlich Spitzbergen), Kanada, Australien, in die Türkei sowie die Vereinigten Staaten. Zusätzlich hielt er bis 1979 die Leitung des Journal de Conchyliologie inne.
Paul Fischer, Verfasser von über 300 Beiträgen aus unterschiedlichen Themenkreisen, zählt zu den führenden Malakologen in der ersten Hälfte des 20. Jahrhunderts. In Anerkennung seiner besonderen Verdienste um Frankreich wurde er 1992 zum Chevalier und 1998 zum Officier de la Légion d’Honneur ernannt.

## Publikationen (Auswahl)
- Vie et moeurs des mollusques, Payot, Paris 1950
- Les animaux d’Australie, Payot, Paris 1959
- Constitution d’une Union Européenne de Malacologie. In: Journal de conchyliologie, Band 102, P.-H. Fischer, Paris 1962, S. 114–116.
- A brief history of Journal de Conchyliologie. In: Malacological review, Band 10, Nummer 1/2, 1977
- Essai de Chronologie Humaine – Les temps préhistoriques, Surrey-Beatty, Sydney, Australien, 1980
- La France – Ses rapports Historiques avec les autres Peuples, Surrey-Beatty, Sydney, Australien, 1989
- Petits Problèmes Historiques, Surrey-Beatty, Sydney, Australien, 1992